# Idiostrangalia bilongevittata
Idiostrangalia bilongevittata är en skalbaggsart som först beskrevs av Maurice Pic 19??.  Idiostrangalia bilongevittata ingår i släktet Idiostrangalia och familjen långhorningar. Inga underarter finns listade i Catalogue of Life.